# Carl Mejenqvist
Carl Johan Mejenqvist (i riksdagen kallad Mejenqvist i Mejensjö), född 12 januari 1823 i Norra Ljunga socken, Jönköpings län, död 7 september 1909 i Norra Ljunga, var en svensk hemmansägare och riksdagsman.
Mejenqvist var hemmansägare i Mejensjö i Norra Ljunga församling. Han var verksam som politiker både kommunalt och som ledamot av riksdagens andra kammare.